# Падонкија (Арецо)
Падонкија је насеље у Италији у округу Арецо, региону Тоскана.
Према процени из 2011. у насељу је живело 34 становника. Насеље се налази на надморској висини од 362 м.